# 法蘭克·霍華德
法蘭克·奧利佛·霍華德（英語：Frank Oliver Howard，1936年8月8日—2023年10月30日），為前美國職棒大聯盟的外野手與一壘手，生涯曾效力於道奇、參議員(今遊騎兵)與老虎等隊。他的身高201公分，體重約130公斤左右。
霍華德在1960年獲選為國聯新人王，並兩度拿下美聯全壘打王和一次美聯打點王。

## 職業生涯

### 洛杉磯道奇

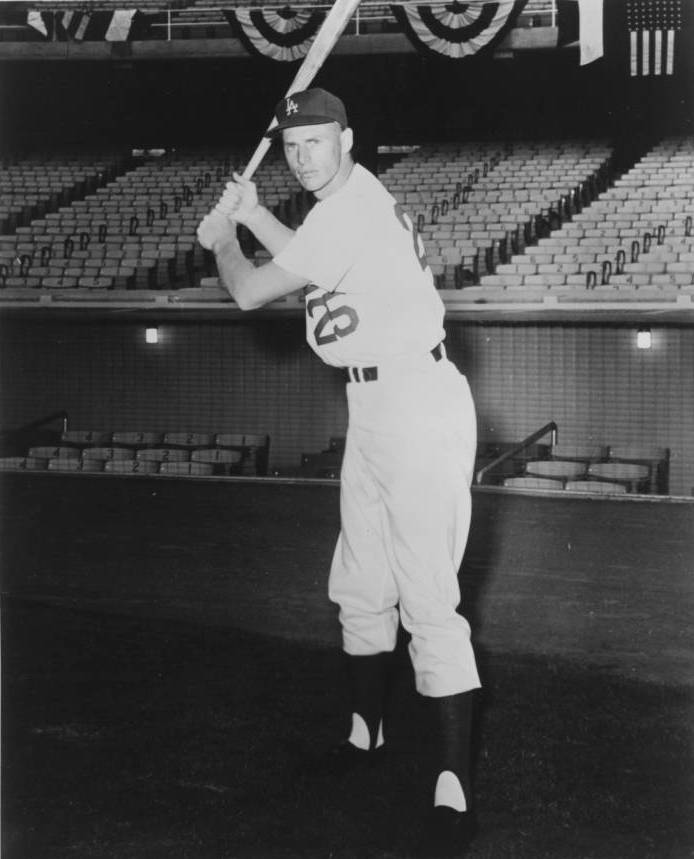
1960年的霍華德

1958年，霍華德加盟道奇。他也在同年登上大聯盟，並在第29個打數敲出大聯盟首轟。1959年，他從2A開季，並繳出3成56的打擊率，還敲出27轟與79分打點。然而他升上大聯盟卻只有1成05的打擊率，因此很快就被下放到3A。他在3A繳出3成19的打擊率，並敲出16轟與47分打點，還獲選為年度最佳小聯盟球員。
1960年，霍華德持續在3A屠殺。他也成功接替明星外野手Carl Furillo的傷缺。該年他繳出2成668的打擊率，並敲出23轟與77分打點，成功獲選為國聯新人王。1961年，他繳出2成96的打擊率，並敲出15轟。
1962年，霍華德繳出2成96的打擊率，並敲出31轟與119分打點。其中他在7月的打擊率高達3成81，因此獲選為單月最佳球員。最後道奇以些微之差輸給巨人，無緣晉級世界大賽。而霍華德在MVP票選上拿下第9名。
1963年，霍華德的打擊率降至2成73，並敲出28轟與64分打點。道奇在這年拿下國聯冠軍，其中霍華德在第四場敲出致勝轟，幫助道奇4連勝橫掃洋基奪冠。隔年他的打擊率為2成26，並敲出24轟。

### 華盛頓參議員
1964年12月4日，道奇將霍華德、Phil Ortega、Pete Richert和Dick Nen交易到參議員，換來Claude Osteen、John Kennedy和現金。到了參議員後，霍華德直接成為球隊主力外野手。他在1965年繳出2成89的打擊率，並敲出21轟。1967年，他更是敲出36轟，在美聯排名第三。1968年，他以44轟拿下美聯全壘打王，106分打點則排在美聯第二。他在這年首度入選明星賽，他也獲得了「the Capitol Punisher」的外號。
1969年，「打擊之神」泰德·威廉斯擔任球隊總教練，他也讓霍華德成為一名更會仔細選球的打者。這也讓霍華德在1970年獲得全美聯最多的132次保送。
1969年，他敲出48轟與111分打點，兩項數據都是美聯第二。他也在MVP票選上拿下第四名，為個人生涯最好紀錄。1970年，他以44轟與126分打點同時拿下美聯全壘打王與打點王。9月2日，他在單場比賽獲得三次故意四壞保送。最後他在MVP票選上拿下第五名。
1971年9月30日，霍華德敲出羅伯特·F·甘迺迪紀念體育場歷史上最後一支例行賽全壘打。他也在滿場球迷的歡呼中，將自己的打擊頭盔丟到觀眾席內，還給了全場觀眾一個飛吻。

### 生涯後期
1972年，參議員搬遷到德州，改名為德州遊騎兵。霍華德也成為球隊改名為遊騎兵後，首位敲出全壘打的遊騎兵選手。這年他繳出2成44的打擊率，並敲出9轟。8月，遊騎兵將霍華德交易到老虎。1973年，他繳出2成56的打擊率，並敲出12轟與29分打點。他在球季結束後遭到老虎釋出。
1974年，沒有獲得大聯盟合約的霍華德來到日本，加盟太平洋俱樂部獅(今埼玉西武獅)。結果他卻在日職首打席的揮棒時受傷，然後就沒有再出賽了。

## 個人生活
霍華德生涯共結兩次婚，他與第一任妻子共有6名子女，後來他在1991年再婚。
2023年10月30日，霍華德因為中風引起的併發症去世，享年87歲。

## 生涯打擊成績
| 出賽次數 | 打席 | 打數 | 得分 | 安打 | 二安 | 三安 | 全壘打 | 打點 | 盜壘 | 保送 | 三振 | 打擊率 | 上壘率 | 長打率 | OPS  |
| -------- | ---- | ---- | ---- | ---- | ---- | ---- | ------ | ---- | ---- | ---- | ---- | ------ | ------ | ------ | ---- |
| 1895     | 7353 | 6488 | 864  | 1774 | 245  | 35   | 382    | 1119 | 8    | 782  | 1460 | .273   | .352   | .499   | .851 |

## 外部連結
- 球員資訊和成績在MLB，ESPN，Baseball-Reference，Fangraphs（英文）
- 法蘭克·霍華德在台灣棒球維基館上的頁面（繁體中文）

| 奖项与成就         | 奖项与成就                   | 奖项与成就          |
| ------------------ | ---------------------------- | ------------------- |
| 前任： 山迪·柯法斯 | 大聯盟單月最佳球員 1962年7月 | 繼任： Jack Sanford |